# Africké hospodářské společenství
Africké hospodářské společenství (AHS) je odrazem snah afrických vůdců o sblížení jednotlivých ekonomik Afriky. Od šedesátých let, kdy došlo k osamostatnění většiny afrických států se postupně objevovaly oblastní integrační sdružení; konečným cílem ovšem bylo sjednotit všechny tyto trhy v jednu panafrickou hospodářskou unii.

## Vývoj
Prvním výraznější krok k uskutečnění daného cíle byl Akční plán z Lagosu z roku 1980. Na základě tohoto dokumentu bylo AHS ustaveno v červnu 1991 na vrcholné schůzce Organizace africké jednoty v nigerijské Abuje. Od května 1994, kdy po ratifikaci dostatečným počtem států vstoupila smlouva z Abuji v platnost, tedy souběžně pracuje OAJ a AHS obdobně jako dlouhou dobu koexistovaly tři integrační svazky Evropských společenství (ESUO, EHS, EURATOM). Jihoafrická republika se ke smlouvě připojila až 10. října 1997. Po nahrazení OAJ Africkou unií AHS koexistuje s AU, často se uvádí zkratka AEC/AU pro vyjádření celé šíře současné panafrické integrace.

## Cíle a nástroje
Hlavním cílem AHS je sjednocení afrických trhů, podpora samostatnosti a soběstačnosti africké ekonomiky, mobilita a rozvoj lidských zdrojů. Dalším obecným cílem je zvýšení životní úrovně Afričanů.
Daných cílů má společenství dosíci postupným vývojem obnášejícím zejména propojení již existujících oblastních integračních celků, jako jsou:
- Svaz arabského Maghrebu (SAM)
- Hospodářské společenství států střední Afriky (HSSSA)
- Hospodářské společenství západoafrických států (HSZS)
- Jihoafrické rozvojové společenství (JARS)
- Společný trh pro Východní a Jižní Afriku (STVJA)
- Mezivládní úřad pro rozvoj
- Východoafrické společenství

## Fáze vzniku
Smlouva z Abuji měla být implementována v 6 fázích v průběhu 34 let (tj. do r. 2028):
- upevnění existujících oblastních hospodářských svazků a vytvoření nových tam, kde je třeba (5 let)
- stabilizace celních a necelních překážek obchodu a postupná dílčí integrace v oblasti obchodu, zemědělství, průmyslu, komunikací atp. harmonizace činnosti oblastních svazků (regionálních sdružení) (8 let)
- vytvoření zóny volného obchodu a celní unie v každém oblastním sdružení (10 let)
- koordinace a harmonizace celních a necelních překážek obchodu mezi jednotlivými oblastními sdruženími (2 roky)
- vznik afrického společného trhu a společných politik (4 roky)
- integrace ve všech sektorech, založení Africké ústřední banky a jednotně africké měny, vznik hospodářské a měnové unie, vznik Panafrického parlamentu a uskutečnění prvních všeobecných voleb (5 let)

Ústředním orgánem AHS je Hospodářská a sociální rada, jíž jsou podřízeny zvláštní technické komise.